# Gleihenijolike
Gleihenijolike (lat. Gleicheniales), red pravih paprati koji je dobio ime po rodu gleihenija i porodici gleihenijevki. Sastoji se od preko 160 vrsta unutar tri porodice. Rod Gleihenija su trajnice raširene po Australiji, Novom Zelandu, Novoj Kaledoniji, Tasmaniji i Maleziji.

## Porodice
1. Dipteridaceae (Diels) Seward & E. Dale (11 spp.)
2. Gleicheniaceae (R. Br.) C. Presl (151 spp.)
3. Matoniaceae C. Presl, (4 spp.)